# Z Andromedae-variabel
Z Andromedae-variabeln är en typ av dubbelstjärna, som ofta kallas symbiotisk stjärna. Den omfattar vanligtvis en vit dvärg med en röd jätte som följeslagare. Den svala jättestjärnan förlorar material via Roche-lob-överföring eller genom dess stjärnvind, som strömmar till den heta kompakta stjärnan, vanligtvis via en accretionsskiva. Stjärnan Z Andromedae anses ofta vara prototyp för den symbiotiska klassen av dubbelstjärnor. Mer allmänt betraktas den som prototyp för endast en undervariant av symbiotiska stjärnor med oregelbundna variationer upp till ca 4 enheter i magnitud. Även undervarianten Z-Andromedae-variabler anses vara en grupp som inte är homogen, utan borde falla ut i flera undervarianter.

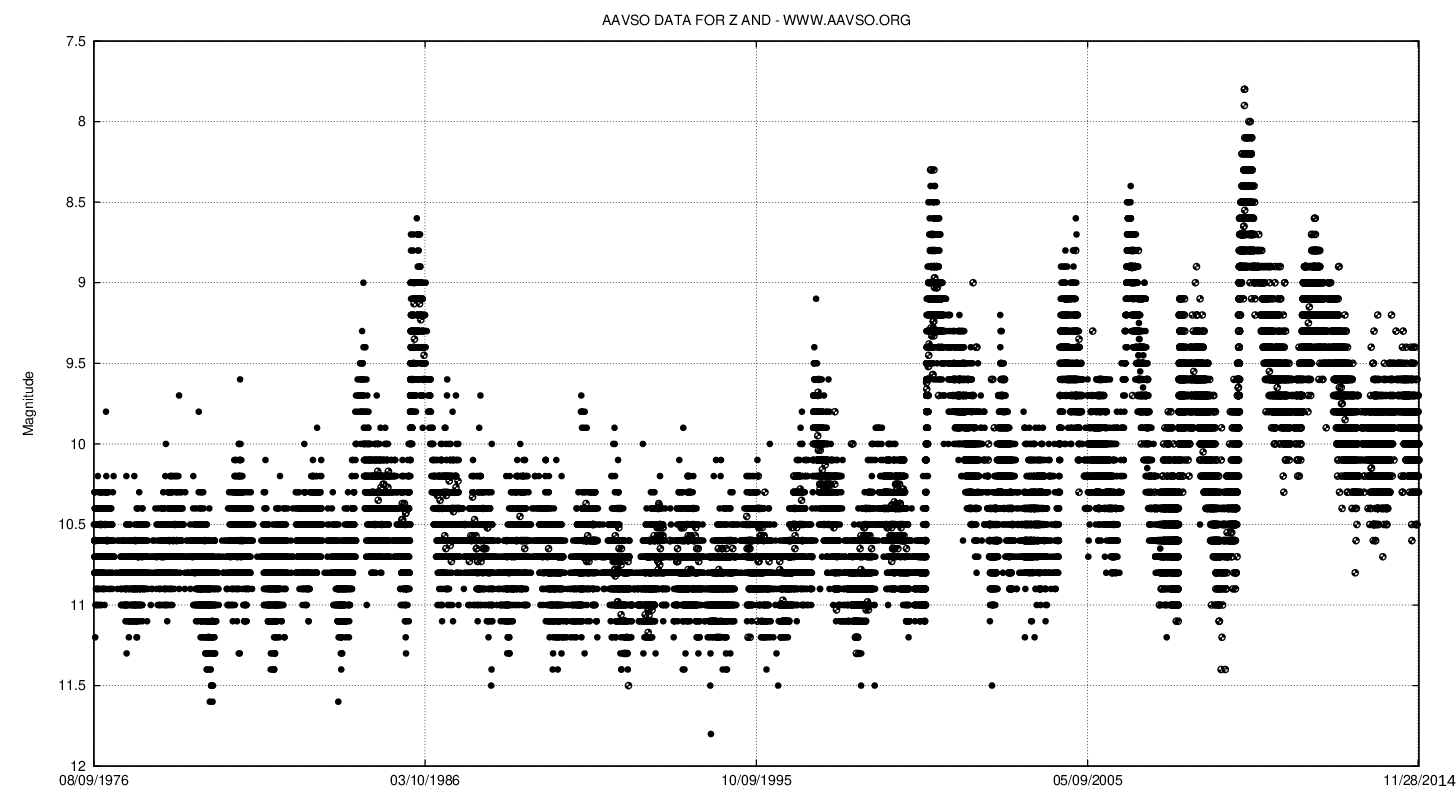
Ljuskurvan av Z Andromedae, som visar en typisk utbrott 1986 och den onormalt långa aktiva perioden från 2000 och framåt.

Ett kännetecken för en Z Andromedae-variabel är växlingen mellan vilande och aktiva perioder, där de senare medför förändringar i både fotometriska och spektralaegenskaper hos objektet. Den nu (2019) pågående aktiviteten hos Z Andromedae började 2000 och det senaste utbrottet observerades vid årsskiftet 2017 och 2018. Den varierar i sina kataklysmiska utbrott mellan skenbar magnitud +7,7 och 11,3.